# Яздегерд I
Яздегерд I или Йездигерд I (Yazdekert) е владетел от Сасанидската династия на Персия. Управлява през 399 – 420 г.

## Произход и управление
Вероятно е син на Шапур III и брат на Бахрам IV, когото наследява след неговото убийство.
През своето управление Яздегерд I води мирна политика и установява религиозна толерантност, опитвайки се да намали доминацията на персийските магнати и зороастрийските маги върху монархията. Той е особено популярен сред християните и евреите, сред които е възхваляван като мъдър и милостив владетел.
През 409 г. Яздегерд I официално разрешава свободното изповядване на християнство, което започва да добива повече влияние в Персия. Това предизвиква гнева на зороастрийското жречество, което заклеймява Яздегерд I с прозвището Грешника или Отстъпника. В края на управлението му обаче отново започват гонения, породени от посегателствата на християнски фанатици срещу зороастрийски храмове.
Яздегерд I води мирна политика в съюз с Източната Римска империя. Император Аркадий обявява в завещанието си Яздегерд I за настойник на малолетния си син Теодосий II. Персийският владетел оправдава неговото доверие и се въздържа от военна конфронтация с римляните, отказвайки да се възполва от затрудненото им положение.
През 420 г. Яздегерд I умира при неясни обстоятелства, може би убит при заговор. Наследен е от неговия син Бахрам V.